# Willy Boly
Willy-Arnaud Zobo Boly (* 3. února 1991 Melun) je fotbalový obránce z Pobřeží slonoviny, který hraje za tým anglický klub Nottingham Forest FC. Boly, který se narodil ve Francii, je reprezentantem Pobřeží slonoviny.

## Klubová kariéra

### Auxerre
Boly se narodil v Melunu v depratamentu Seine-et-Marne a svoji kariéru započal ve třech menších vesnických klubech, odkud se pak přesunul do akademie INF Clairefontaine, kde strávil 3 roky. Svůj debut mezi dospělými provedl s rezervním týmem AJ Auxerre a v únoru 2011 podepsal svou první profesní smlouvu poté, co se dohodl na tříletém kontraktu.
16. dubna 2011 Boly debutoval v Ligue 1 odehráním celého zápasu proti Toulouse FC. Svůj první gól v soutěži vstřelil hned v následujícím utkání, v zápase proti RC Lens.
Boly se stal členem základní sestavy v sezóně 2011/12 (33 her, jeden gól), ale sestup týmu do Ligue 2 odvrátit nedokázal.

### Braga
1. září 2014 se Boly přestěhoval do Portugalska a připojil se k SC Braga, s týmem podepsal čtyřletou smlouvu. První sezónu však strávil s B-týmem v Segunda Lize.

### Porto
Dne 31. srpna 2016 podepsal Boly pětiletou smlouvu s FC Porto, které zaplatilo Braze 45 milionů eur, což byla jeho výkupní klausule. Během svého působení v klubu odehrál jen osm soutěžních zápasů, včetně porážky 0:1 proti turínskému Juventusu v osmifinále Ligy mistrů, ve které odehrál celý druhý poločas, ve kterém nahradil Andrého Silvu.

### Wolverhampton Wanderers
Dne 8. července 2017 se Boly připojil k týmu hrající anglickou Championship Wolverhamptonu Wanderers, kam odešel na roční hostování. Svůj soutěžní debut za Wolverhampton odehrál v den zahájení sezóny 2017/18 při domácím vítězství 1:0 proti Middlesbrough, a svůj první gól vstřelil 31. října, čímž pomohl Wolves vyhrát 2:0 proti Norwichi.
Poté, co Boly odehrál za tým 37 soutěžních zápasů a pomohl mu dosáhnout postupu do nejvyšší soutěže, přestoupil do klubu na trvalo. V Premier League debutoval 11. srpna 2018 v domácím zápase proti Evertonu. První gól v soutěži vstřelil o dva týdny později do sítě Manchesteru City, branka se však ukázala jako kontroverzní, protože televizní záznamy ukázaly, že se míč do sítě dostal díky kontaktu s předloktím tohoto francouzského obránce.
Boly vstřelil svůj první gól v evropských pohárech v základní skupině Evropské ligy UEFA v sezóně 2019/20, když se prosadil 3. října 2019 proti Beşiktaşi.
Boly si zlomil levou lýtkovou kost při tréninku 26. října 2019, což vyžadovalo chirurgický zákrok, operaci podstoupil 30. října 2019. Boly se vrátil na trávník až 1. února 2020 v zápase proti Manchesteru United.
Boly vstřelil svůj první gól v sezóně 2020/21, a svůj první ligový gól od sezóny 2018/19, 16. ledna 2021 proti West Bromu v Black Country derby.

## Reprezentační kariéra
Boly, narozený rodičům z Pobřeží slonoviny, reprezentoval Francii v mládežnických výběrech do 16 let, do 17 let a do 19 let.
Boly se stal reprezentantem Pobřeží slonoviny v roce 2020. Debutoval v kvalifikačním zápase na Africký pohár národů 2021, a to při výhře 2:1 nad Madagaskarem dne 12. listopadu 2020.

## Statistiky
K zápasu odehranému 15. srpna 2021
| Klub                      | Sezóna  | Liga           | Liga   | Liga | Národní pohár | Národní pohár | Ligový pohár | Ligový pohár | Evropské poháry | Evropské poháry | Ostatní | Ostatní | Celkem | Celkem |
| Klub                      | Sezóna  | Liga           | Zápasy | Góly | Zápasy        | Góly          | Zápasy       | Góly         | Zápasy          | Góly            | Zápasy  | Góly    | Zápasy | Góly   |
| ------------------------- | ------- | -------------- | ------ | ---- | ------------- | ------------- | ------------ | ------------ | --------------- | --------------- | ------- | ------- | ------ | ------ |
| Auxerre                   | 2010/11 | Ligue 1        | 8      | 1    | 0             | 0             | 0            | 0            | —               | —               | —       | —       | 8      | 1      |
| Auxerre                   | 2011/12 | Ligue 1        | 33     | 1    | 2             | 0             | 2            | 0            | —               | —               | —       | —       | 37     | 1      |
| Auxerre                   | 2012/13 | Ligue 2        | 25     | 1    | 0             | 0             | 2            | 0            | —               | —               | —       | —       | 27     | 1      |
| Auxerre                   | 2013/14 | Ligue 2        | 30     | 0    | 4             | 1             | 4            | 0            | —               | —               | —       | —       | 38     | 1      |
| Auxerre                   | 2014/15 | Ligue 2        | 1      | 0    | 0             | 0             | 2            | 0            | —               | —               | —       | —       | 3      | 0      |
| Auxerre                   | Celkem  | Celkem         | 97     | 3    | 6             | 1             | 10           | 0            | —               | —               | —       | —       | 113    | 4      |
| Braga                     | 2014/15 | Primeira Liga  | 0      | 0    | 0             | 0             | 1            | 0            | 0               | 0               | —       | —       | 1      | 0      |
| Braga                     | 2015/16 | Primeira Liga  | 22     | 2    | 4             | 0             | 1            | 0            | 12              | 0               | —       | —       | 39     | 2      |
| Braga                     | 2016/17 | Primeira Liga  | 3      | 0    | 0             | 0             | 0            | 0            | 0               | 0               | 1       | 0       | 4      | 0      |
| Braga                     | Celkem  | Celkem         | 25     | 2    | 4             | 0             | 2            | 0            | 12              | 0               | 1       | 0       | 44     | 2      |
| Porto                     | 2016/17 | Primeira Liga  | 4      | 0    | 0             | 0             | 2            | 0            | 1               | 0               | —       | —       | 7      | 0      |
| Wolverhampton (hostování) | 2017/18 | Championship   | 36     | 3    | 0             | 0             | 1            | 0            | —               | —               | —       | —       | 37     | 3      |
| Wolverhampton             | 2018/19 | Premier League | 36     | 4    | 5             | 0             | 0            | 0            | —               | —               | —       | —       | 41     | 4      |
| Wolverhampton             | 2019/20 | Premier League | 22     | 0    | 0             | 0             | 0            | 0            | 13              | 1               | —       | —       | 35     | 1      |
| Wolverhampton             | 2020/21 | Premier League | 21     | 1    | 1             | 0             | 1            | 0            | —               | —               | —       | —       | 23     | 1      |
| Wolverhampton             | Celkem  | Celkem         | 115    | 8    | 6             | 0             | 2            | 0            | 13              | 1               | —       | —       | 136    | 8      |
| Celkem                    | Celkem  | Celkem         | 241    | 13   | 16            | 1             | 16           | 0            | 26              | 1               | 1       | 0       | 300    | 15     |

## Ocenění
Braga
- Taça de Portugal: 2015/16

Wolverhampton Wanderers
- EFL Championship: 2017/18

Individuální
- zařazen do Jedenáctky roku EFL Championship: 2017/18[26]